# Institut für Stadt- und Regionalforschung
Das Institut für Stadt- und Regionalforschung ist eine Einrichtung der Österreichischen Akademie der Wissenschaften. Es ist Teil des Zentrums Sozialwissenschaften dieser Akademie.

## Aufgabe und Ziele
Die wissenschaftliche Aufgabe des Instituts für Stadt- und Regionalforschung besteht in der Dokumentation, Analyse und Interpretation der regionalen, zwischen- und innerstädtischen Disparitäten der Gesellschaft und der Raumnutzung. Die Disparitäten werden dabei als Ergebnis des gesellschaftlichen Handelns in einem gegebenen politischen System interpretiert und aus einer interdisziplinären und international vergleichenden Perspektive heraus untersucht. Die räumlichen Schwerpunkte der Stadt- und Regionalforschung liegen in Wien, Österreich und Europa. Die angestrebte Forschung ist grundlagenorientiert und ohne einen direkten planerischen Verwertungszusammenhang.
Die Aufgaben des Instituts für Stadt- und Regionalforschung sind trotz dieser Grundlagenorientierung immer eingebettet in den innerfachlichen und gesamtgesellschaftlichen Diskurs. Standen bei der Gründung der Vorgängerinstitution (Kommission für Raumforschung und Wiederaufbau, 1946) noch die Fragen einer planvollen und koordinierten Beseitigung der Kriegsschäden im Vordergrund und wurde nach Wiedererlangung der staatlichen Unabhängigkeit ein Nationalatlas auch als Symbol des neuen Österreich erarbeitet, so rückten mit dem EU-Beitritt Österreichs Fragen des internationalen Vergleichs, der Konkurrenzfähigkeit und der Internationalisierung auf verschiedenen Ebenen in den Vordergrund. Themen wie die Entwicklungspotentiale europäischer Metropolregionen, Kultur als Standortfaktor in einer globalisierten Welt oder die Bedeutung der internationalen Zuwanderung für die europäische Stadtentwicklung sind Ausdruck dieser veränderten politischen Rahmenbedingungen.

## Geschichte
Die wissenschaftliche Begleitforschung zu Fragen des Wiederaufbaus Österreichs und insbesondere Wiens bildete die Zielsetzung der am 17. Mai 1946 von Hugo Hassinger gegründeten Kommission für Raumforschung und Wiederaufbau. Der erste Obmann dieser Kommission war Hugo Hassinger, zugleich auch Inhaber der historisch-kulturgeographischen Lehrkanzel an der Universität Wien. Nach seinem Tod übernahm sein Nachfolger an der Universität Wien, Hans Bobek, auch die Obmannschaft in der Kommission. Auf sein Betreiben hin wurde diese 1954 in „Kommission für Raumforschung“ – und damit ohne Wiederaufbau – umbenannt. Unter seiner Leitung entstand der 1955 erstmals erschienene „Atlas der Republik Österreich“.
1981 übernahm Elisabeth Lichtenberger die Funktion der Stellvertreterin, 1983 die Funktion der Obfrau der Kommission. Damit begann ein neuer Abschnitt der wissenschaftlichen Forschung. Die Internationalisierung der Forschung wurde durch drei innovative Schwerpunkte bestimmt: „Gastarbeiter-Leben in zwei Gesellschaften“ (Wien - Jugoslawien), „Stadtverfall und Stadterneuerung“ (Wien - Budapest - Prag), „Vom Plan zum Markt“ (Transformationen auf dem Wohnungs- und Arbeitsmarkt in den postsozialistischen Staaten). Der strikt analytische Forschungsstil fußte auf der EDVisierung der Primärforschung und hatte den Aufbau von regionalgeographischen Datenbanken, darunter eines geographischen Informationssystems von Österreich, zur Folge. Mit Beschluss der Gesamtsitzung der Akademie am 18. Dezember 1988 gelang die Umwandlung der Kommission für Raumforschung in das Institut für Stadt- und Regionalforschung.
Nach Elisabeth Lichtenbergers Ausscheiden 1992 wurde die Institutsleitung an Heinz Fassmann übertragen. Als Konsequenz auf die veränderten politischen Rahmenbedingungen wurde die Internationalisierung des Forschungsprogramms verstärkt. Themen wie „Europa der Regionen“, „Die Zukunft der europäischen Migration“ oder „Vergleichende Regionalentwicklung in Ostmitteleuropa“ erhielten wissenschaftliche Priorität. Nach dem Ruf Heinz Fassmanns auf eine Professur in München übernahm 1995 Manfred M. Fischer die Institutsleitung. Unter seiner Führung wurde versucht, mit der Gründung eines neuen Forschungsschwerpunktes zur mathematischen Modellbildung dem Institut eine neue Richtung zu geben, die aber nach seinem Ausscheiden nicht weitergeführt wurde. 1999 wurde Axel Borsdorf zum geschäftsführenden Direktor bestellt. Ihm gelang es, der neuen Positionierung Österreichs in einem größeren Europa entsprechend, auch neue räumliche Dimensionen (Lateinamerika) zu erschließen und es in der europäischen und globalen Forschungslandschaft zu positionieren. Nach der Verselbständigung der Alpenforschung und der Gründung der Forschungsstelle für Gebirgsforschung: Mensch und Umwelt am 1. April 2006 durch die Österreichische Akademie der Wissenschaften in Innsbruck, die von Borsdorf bis 2016 geleitet wurde, übernahm 2006 Heinz Fassmann, als der bisherige stellvertretende Direktor, wieder das Amt des geschäftsführenden Direktors. Mit ihm wurde die Bearbeitung migrationsbezogener Themen, ein langjähriges, wichtiges Forschungssujet am Institut für Stadt- und Regionalforschung, weiter ausgebaut. Weiters konnte das Institut für Stadt- und Regionalforschung durch seine Einbindung in ein EU-weites Network of Excellence („IMISCOE“) und in mehrere EU-finanzierte Projekte seine internationale Sichtbarkeit und Präsenz ganz wesentlich steigern.
Mit der Gründung des Zentrums Sozialwissenschaften der philosophisch-historischen Klasse der Österreichischen Akademie der Wissenschaften im Jahre 2007 wurde das Institut für Stadt- und Regionalforschung zusammen mit sechs weiteren sozialwissenschaftlich ausgerichteten Forschungsinstitutionen in diese neue Struktur integriert.

## Thematische Forschungsschwerpunkte
Drei große Themenbereiche strukturieren die Forschungsarbeiten des Instituts für Stadt- und Regionalforschung. Der erste Themenbereich umfasst die „räumliche Organisation und baulichen Strukturen städtischer Gesellschaften“. In diesem Bereich unterhält das Institut Projekte, die sich mit der Rolle neuer Kulturinitiativen als Motoren für die Entwicklung der Wiener Außenbezirke befassen. Ebenso fallen in diesen Themenbereich Projekte wie die Analyse zu Plattenbausiedlungen und ihrer Sanierung oder Projekte, die sich mit Aspekten der Zuwanderung in die Stadt befassen, mit den sich daraus ergebenden Konfliktbereichen und mit der Integration in die städtische Gesellschaft. Die Projekte beziehen sich auf Wien und Österreich sowie auch auf andere Großstädte der entwickelten Welt. Der zweite Themenbereich befasst sich mit „suburbanen und postsuburbanen Entwicklungstendenzen“, denn eines der zentralen Phänomene der Stadtentwicklung der Gegenwart und Zukunft ist die zunehmende Verlagerung und Ausbreitung städtischer Lebensweisen und Funktionen in das Stadtumland. Die kompakte Kernstadt löst sich auf und geht in eine neue Siedlungsform über. Die Vorstellung von einem Zentrum, auf das die funktionellen Aktivitäten des Randes ausgerichtet sind, wird mehr und mehr verdrängt vom Bild eines polyzentrischen urbanen Gebildes, dessen Interaktionen nicht mehr nur zentral-peripher, sondern vielfältig und ohne Richtungsdominanz ablaufen. Laufende und künftige Projekte, die sich mit spezifischen Bauformen und sozialen Phänomenen („stille Suburbanisierung“) im Umland Wiens befassen oder die Entwicklungsprozesse in den Wienerwaldgemeinden aufgreifen, zählen zu diesem Themenbereich. Der dritte Arbeitsschwerpunkt („regionaler Wandel im (östlichen) Europa“) befasst sich mit Regionalentwicklung im nationalen und internationalen Vergleich. Es geht dabei nicht um die idiographische Analyse einer spezifischen Region, sondern um einen vergleichenden Ansatz, der zu allgemeinen Aussagen über steuernde Faktoren führt. Wie entwickeln sich periphere Räume außerhalb der Agglomerationen in Österreich und – insbesondere – in seinen östlichen Nachbarstaaten? Welchen Einfluss übt dabei die Europäische Regionalpolitik aus und welche Konsequenzen ergeben sich durch eine zunehmende Integration in einen Europäischen Binnenmarkt? 

## Publikationen
Das Institut gibt seit 1975 die Beiträge zur Stadt- und Regionalforschung heraus. Seit 1991 erscheinen ferner die ISR-Forschungsberichte.